# Internazionali BNL d'Italia 2021
Internazionali BNL d'Italia 2021, známý také pod názvy Italian Open 2021 či Rome Masters 2021, byl společný tenisový turnaj mužského okruhu ATP Tour a ženského okruhu WTA Tour, hraný v areálu Foro Italico na otevřených antukových dvorcích. Konal se mezi 9. až 16. květnem 2021 v italské metropoli Římě jako sedmdesátý osmý ročník turnaje.
Mužská polovina s dotací 2 563 710 eur patřila do kategorie ATP Tour Masters 1000. Ženská část disponovala rozpočtem 1 577 613 eur a řadila se do kategorie WTA 1000. V důsledku vládních omezení kvůli pandemii covidu-19 se úvodní část turnaje hrála bez diváků. Od osmifinálových zápasů denní kapacita činila 25 % maximální návštěvnosti, s povinností nošení respirátorů FFP2.
Nejvýše nasazenými hráči v soutěžích dvouher se staly světové jedničky Novak Djoković ze Srbska a Ashleigh Bartyová z Austrálie. Jako poslední přímí účastníci do dvouher nastoupili 51. hráč pořadí, Jihoafričan Lloyd Harris, a mezi ženami 50. tenistka klasifikace Jeļena Ostapenková z Lotyšska.
Osmdesátý osmý singlový titul na okruhu ATP Tour vybojoval druhý muž klasifikace, 34letý Španěl Rafael Nadal. Třicátým šestým triumfem v sérii Masters se vyrovnal prvnímu Novaku Djokovićovi. Na Rome Masters navýšil rekordní počet na deset trofejí, které v předchozí kariéře získal i na French Open, v Monte-Carlu a Barceloně. Třetí singlový titul na okruhu WTA Tour vyhrála 19letá Polka Iga Świąteková, která ve finále dvěma „kanáry“ deklasovala světovou devítku Karolínu Plíškovou. Na žebříčku WTA se tak poprvé posunula do první světové desítky, jíž uzavírala.
Mužskou čtyřhru ovládl chorvatský pár Nikola Mektić a Mate Pavić, jehož členové získali šestou společnou trofej. 
V ženském deblu zvítězila kanadsko-mexická dvojice Sharon Fichmanová a Giuliana Olmosová, která ve finále odvrátila dva  mečboly. Obě hráčky si připsaly první společnou trofej.

## Rozdělení bodů a finančních odměn

### Rozdělení bodů
| Soutěž       | vítězové | finalisté | semifinalisté | čtvrtfinalisté | 16 v kole | 32 v kole | 64 v kole | Q  | Q2 | Q1 |
| ------------ | -------- | --------- | ------------- | -------------- | --------- | --------- | --------- | -- | -- | -- |
| dvouhra mužů | 1000     | 600       | 360           | 180            | 90        | 45        | 10        | 25 | 16 | 0  |
| čtyřhra mužů | 1000     | 600       | 360           | 180            | 90        | 0         | —         | —  | —  | —  |
| dvouhra žen  | 900      | 585       | 350           | 190            | 105       | 60        | 1         | 30 | 20 | 1  |
| čtyřhra žen  | 900      | 585       | 350           | 190            | 105       | 1         | —         | —  | —  | —  |

### Finanční odměny
| Soutěž                                  | vítězové  | finalisté | semifinalisté | čtvrtfinalisté | 16 v kole | 32 v kole | 64 v kole | Q2      | Q1      |
| --------------------------------------- | --------- | --------- | ------------- | -------------- | --------- | --------- | --------- | ------- | ------- |
| dvouhra mužů                            | 245 085 € | 145 000 € | 82 300 €      | 45 100 €       | 28 200 €  | 18 000 €  | 12 000 €  | 6 100 € | 3 250 € |
| dvouhra žen                             | 178 630 € | 132 258 € | 70 161 €      | 33 468 €       | 16 935 €  | 10 726 €  | 8 670 €   | 5 080 € | 2 620 € |
| čtyřhra mužů                            | 50 000 €  | 35 000 €  | 24 000 €      | 16 250 €       | 11 000 €  | 7 500 €   | —         | —       | —       |
| čtyřhra žen                             | 50 000 €  | 35 000 €  | 24 000 €      | 16 250 €       | 11 000 €  | 7 500 €   | —         | —       | —       |
| částky ve čtyřhrách jsou uvedeny na pár |           |           |               |                |           |           |           |         |         |

## Dvouhra mužů

### Nasazení
| Stát                          | Hráč                  | ATP | Nasazení |
| ----------------------------- | --------------------- | --- | -------- |
| Srbsko                        | Novak Djoković        | 1.  | 1.       |
| Španělsko                     | Rafael Nadal          | 2.  | 2.       |
| Rusko                         | Daniil Medveděv       | 3.  | 3.       |
| Rakousko                      | Dominic Thiem         | 4.  | 4.       |
| Řecko                         | Stefanos Tsitsipas    | 5.  | 5.       |
| Německo                       | Alexander Zverev      | 6.  | 6.       |
| Rusko                         | Andrej Rubljov        | 8.  | 7.       |
| Argentina                     | Diego Schwartzman     | 9.  | 8.       |
| Itálie                        | Matteo Berrettini     | 10. | 9.       |
| Španělsko                     | Roberto Bautista Agut | 11. | 10.      |
| Španělsko                     | Pablo Carreño Busta   | 12. | 11.      |
| Belgie                        | David Goffin          | 13. | 12.      |
| Kanada                        | Denis Shapovalov      | 14. | 13.      |
| Francie                       | Gaël Monfils          | 15. | 14.      |
| Polsko                        | Hubert Hurkacz        | 16. | 15.      |
| Bulharsko                     | Grigor Dimitrov       | 17. | 16.      |
| Žebříček ATP k 26. dubnu 2021 |                       |     |          |

### Jiné formy účasti
Následující hráči obdrželi divokou kartu do hlavní soutěže:
- Salvatore Caruso
- Gianluca Mager
- Lorenzo Musetti
- Stefano Travaglia

Následující hráči postoupili z kvalifikace:
- Roberto Carballés Baena
- Alejandro Davidovich Fokina
- Federico Delbonis
- Hugo Dellien
- Kamil Majchrzak
- Cameron Norrie
- Tommy Paul

Následující hráči postoupili z kvalifikace jako tzv. šťastný poražený:
- Aljaž Bedene
- Jošihito Nišioka

### Odhlášení
před zahájením turnaje
- Borna Ćorić → nahradil jej  Miomir Kecmanović
- Roger Federer → nahradil jej  Reilly Opelka
- John Isner → nahradil jej  Laslo Djere
- Guido Pella → nahradil jej  Jošihito Nišioka
- Casper Ruud → nahradil jej  Aljaž Bedene
- Stan Wawrinka → nahradil jej  Lloyd Harris

## Mužská čtyřhra

### Nasazení
| Stát                                                                                   | Hráč                 | Stát               | Hráč              | ATP | Nasazení |
| -------------------------------------------------------------------------------------- | -------------------- | ------------------ | ----------------- | --- | -------- |
| Kolumbie                                                                               | Juan Sebastián Cabal | Kolumbie           | Robert Farah      | 5.  | 1.       |
| Chorvatsko                                                                             | Nikola Mektić        | Chorvatsko         | Mate Pavić        | 5.  | 2.       |
| Chorvatsko                                                                             | Ivan Dodig           | Slovensko          | Filip Polášek     | 17. | 3.       |
| Španělsko                                                                              | Marcel Granollers    | Argentina          | Horacio Zeballos  | 18. | 4.       |
| USA                                                                                    | Rajeev Ram           | Spojené království | Joe Salisbury     | 25. | 5.       |
| Spojené království                                                                     | Jamie Murray         | Brazílie           | Bruno Soares      | 30. | 6.       |
| Nizozemsko                                                                             | Wesley Koolhof       | Nizozemsko         | Jean-Julien Rojer | 36. | 7.       |
| Německo                                                                                | Kevin Krawietz       | Rumunsko           | Horia Tecău       | 38. | 8.       |
| Žebříček ATP k 3. květnu 2021; číslo je součtem žebříčkového postavení obou členů páru |                      |                    |                   |     |          |

### Jiné formy účasti
Následující páry obdržely divokou kartu:
- Marco Cecchinato /  Stefano Travaglia
- Fabio Fognini /  Lorenzo Musetti
- Lorenzo Sonego /  Andrea Vavassori

Následující páry nastoupily z pozice náhradníků:
- Marcelo Arévalo /  Matwé Middelkoop
- Ariel Behar /  Gonzalo Escobar

### Odhlášení
před zahájením turnaje
- Márton Fucsovics /  Casper Ruud → nahradili je  Marcelo Arévalo /  Matwé Middelkoop
- Tim Pütz /  Alexander Zverev → nahradili je  Ariel Behar /  Gonzalo Escobar

## Ženská dvouhra

### Nasazení
| Austrálie                     | Ashleigh Bartyová   | 1.  | 1.  |
| Japonsko                      | Naomi Ósakaová      | 2.  | 2.  |
| Rumunsko                      | Simona Halepová     | 3.  | 3.  |
| USA                           | Sofia Keninová      | 4.  | 4.  |
| Ukrajina                      | Elina Svitolinová   | 5.  | 5.  |
| Kanada                        | Bianca Andreescuová | 6.  | 6.  |
| Bělorusko                     | Aryna Sabalenková   | 7.  | 7.  |
| USA                           | Serena Williamsová  | 8.  | 8.  |
| Česko                         | Karolína Plíšková   | 9.  | 9.  |
| Švýcarsko                     | Belinda Bencicová   | 11. | 10. |
| Česko                         | Petra Kvitová       | 12. | 11. |
| Španělsko                     | Garbiñe Muguruzaová | 13. | 12. |
| USA                           | Jennifer Bradyová   | 14. | 13. |
| Belgie                        | Elise Mertensová    | 16. | 14. |
| Polsko                        | Iga Świąteková      | 17. | 15. |
| Spojené království            | Johanna Kontaová    | 18  | 16. |
| Řecko                         | Maria Sakkariová    | 19. | 17. |
| Žebříček WTA k 3. květnu 2021 |                     |     |     |

### Jiné formy účasti
Následující páry obdržely divokou kartu do hlavní soutěže:
- Elisabetta Cocciarettová
- Caroline Garciaová
- Camila Giorgiová
- Martina Trevisanová

Následující hráčky nastoupily do hlavní soutěže pod žebříčkovou ochranou:
- Jaroslava Švedovová
- Čeng Saj-saj

Následující hráčky postoupily z kvalifikace:
- Alizé Cornetová
- Polona Hercogová
- Marta Kosťuková
- Christina McHaleová
- Bernarda Peraová
- Ajla Tomljanovićová
- Tamara Zidanšeková
- Věra Zvonarevová

Následující hráčky postoupily z kvalifikace jako tzv. šťastné poražené:
- Kristina Mladenovicová
- Laura Siegemundová
- Sloane Stephensová

### Odhlášení
před zahájením turnaje
- Bianca Andreescuová → nahradila ji  Kristina Mladenovicová
- Viktoria Azarenková → nahradila ji  Magda Linetteová
- Kiki Bertensová → nahradila ji  Anastasija Sevastovová
- Ons Džabúrová → nahradila ji  Jil Teichmannová
- Anett Kontaveitová → nahradila ji  Sara Sorribesová Tormová
- Světlana Kuzněcovová → nahradila ji  Shelby Rogersová
- Jelena Rybakinová → nahradila ji  Jaroslava Švedovová
- Donna Vekićová → nahradila ji  Nadia Podoroská
- Venus Williamsová → nahradila ji  Laura Siegemundová
- Dajana Jastremská → nahradila ji  Jeļena Ostapenková
- Karolína Muchová → nahradila ji  Sloane Stephensová

### Skrečování
- Alison Riskeová

## Ženská čtyřhra

### Nasazení
| Stát                                                                                    | Hráčka             | Stát             | Hráčka              | WTA | Nasazení |
| --------------------------------------------------------------------------------------- | ------------------ | ---------------- | ------------------- | --- | -------- |
| Čínská Tchaj-pej                                                                        | Sie Šu-wej         | Belgie           | Elise Mertensová    | 4.  | 1.       |
| Česko                                                                                   | Barbora Krejčíková | Česko            | Kateřina Siniaková  | 15. | 2.       |
| USA                                                                                     | Nicole Melicharová | Nizozemsko       | Demi Schuursová     | 21. | 3.       |
| Japonsko                                                                                | Šúko Aojamová      | Japonsko         | Ena Šibaharaová     | 26. | 4.       |
| Chile                                                                                   | Alexa Guarachiová  | USA              | Desirae Krawczyková | 34. | 5.       |
| Čínská Tchaj-pej                                                                        | Čan Chao-čching    | Čínská Tchaj-pej | Latisha Chan        | 42. | 6.       |
| Čína                                                                                    | Sü I-fan           | Čína             | Čang Šuaj           | 47. | 7.       |
| Kanada                                                                                  | Gabriela Dabrowská | USA              | Asia Muhammadová    | 48. | 8.       |
| Žebříček WTA k 26. dubnu 2021; číslo je součtem žebříčkového postavení obou členek páru |                    |                  |                     |     |          |

### Jiné formy účasti
Následující páry obdržely divokou kartu:
- Irina-Camelia Beguová /  Sara Erraniová
- Nuria Brancacciová /  Lucia Bronzettiová
- Giulia Gatto-Monticoneová /  Bianca Turatiová

Následující páry nastoupily pod žebříčkovou ochranou:
- Alla Kudrjavcevová /  Monica Niculescuová
- Makoto Ninomijová /  Jaroslava Švedovová
- Jelena Vesninová /  Věra Zvonarevová

### Odhlášení
před zahájením turnaje
- Tímea Babosová /  Veronika Kuděrmetovová → nahradily je  Coco Gauffová /  Veronika Kuděrmetovová

## Přehled finále

### Mužská dvouhra
- Rafael Nadal vs.  Novak Djoković, 7–5, 1–6, 6–3

### Ženská dvouhra
- Iga Świąteková vs.  Karolína Plíšková, 6–0, 6–0

### Mužská čtyřhra
- Nikola Mektić /  Mate Pavić vs.  Rajeev Ram /  Joe Salisbury, 6–4, 7–6(7–4)

### Ženská čtyřhra
- Sharon Fichmanová /  Giuliana Olmosová vs.  Kristina Mladenovicová /  Markéta Vondroušová, 4–6, 7–5, [10–5]